# Lorenz Göltl
Lorenz Göltl (* 5. Juni 1889 in Apetlon; † 5. Dezember 1934 ebenda) war ein österreichischer Landwirt und Politiker (Landbund). Er war Abgeordneter zum Burgenländischen Landtag. 

## Leben
Lorenz Göltl wurde als Sohn des Landwirts Michael Göltl aus Apetlon geboren. Er besuchte die Volksschule und war danach als Landwirt tätig.
Göltl war verheiratet.

## Politik
Zwischen 1924 und 1932 übte er das Amt des Bürgermeisters von Apetlon aus. 1927 gehörte er zudem dem Landesparteivorstand der Großdeutschen Partei an. In der Folge wechselte Göltl zum Landbund über. Göltl vertrat den Landbund zwischen dem 5. Dezember 1930 und dem 31. Oktober 1934 im Burgenländischen Landtag. 